# Saint-Laurent-de-Jourdes
 Saint-Laurent-de-Jourdes  es una población y comuna francesa, situada en la región de Poitou-Charentes, departamento de Vienne, en el distrito de Montmorillon y cantón de Lussac-les-Châteaux.

## Demografía
| 201 | 179 | 174 | 149 | 128 | 160 |
| Para los censos de 1962 a 1999 la población legal corresponde a la población sin duplicidades (Fuente: INSEE [Consultar]) |     |     |     |     |     |